# Françoise David

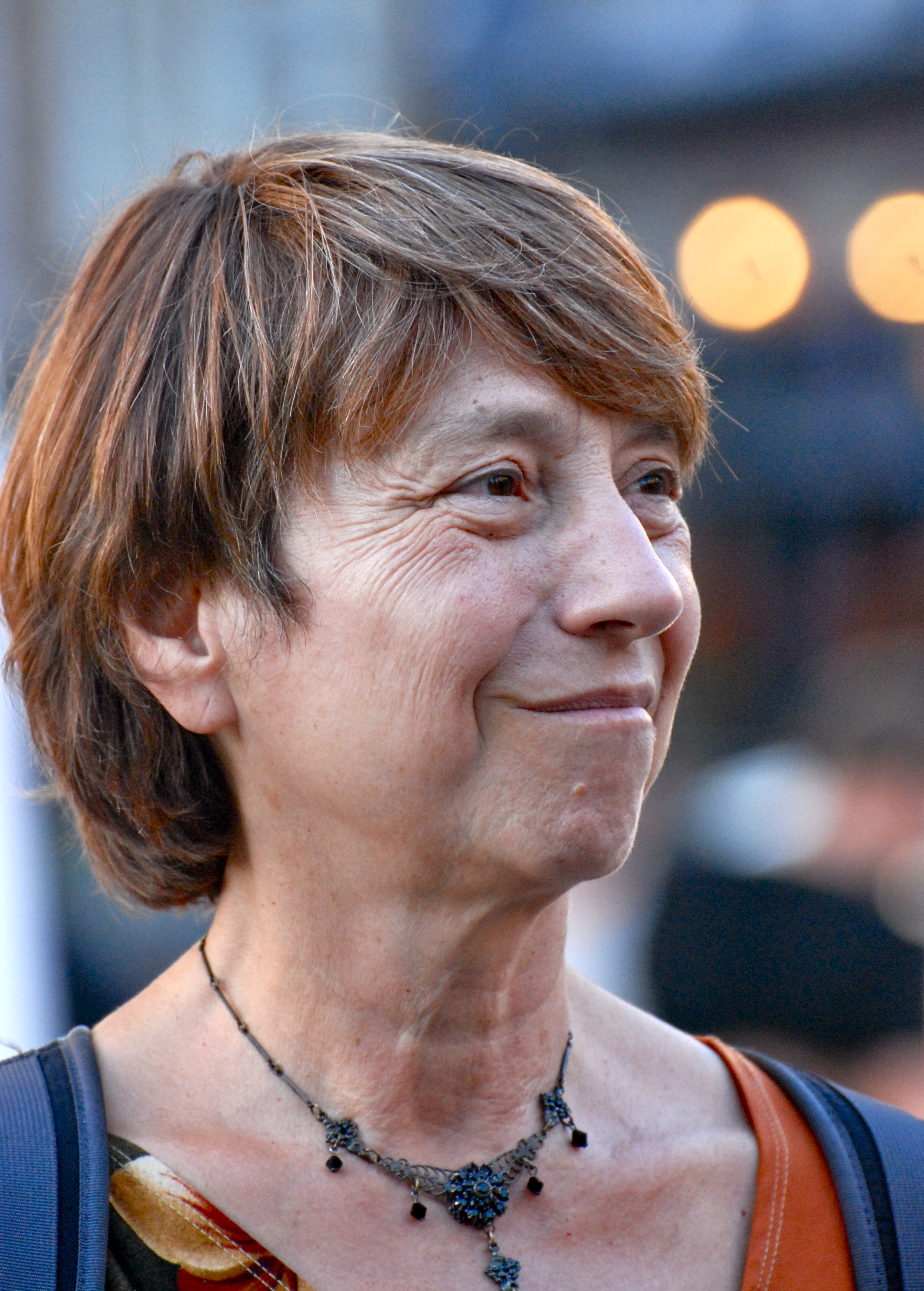
Françoise David, 2012

Françoise David (* 13. Januar 1948 in Montreal) ist eine kanadische Politikerin und feministische Aktivistin. Sie ist ehemalige Parteivorsitzende von Québec Solidaire und ehemalige Abgeordnete der Nationalversammlung von Québec.

## Leben
David wurde am 13. Januar 1948 in Montreal geboren. Sie ist die Tochter des Kardiologen und ehemaligen Senators Paul David. Ihr Großvater und ihr Urgroßvater waren ebenfalls Senatoren.
1972 erwarb sie einen Bachelor-Abschluss in Sozialarbeit an der Universität Montreal. Zwischen 1977 und 1982 war sie Mitglied der marxistisch-leninistischen Organisation „En lutte!“. Beim Québec-Referendum 1995 setzte sie sich für die Unabhängigkeit Québecs ein.
Zwischen 1994 und 2001 war sie Präsidentin des Frauenverbandes von Québec (frz. Fédération des femmes du Québec). Als Präsidentin konzentriert sie sich auf Frauenarmut und Gewalt gegen Frauen.
1999 wurde sie zum Ritter des Nationalen Ordens von Québec ernannt. Im Jahr 2002 wurde ihr der Governor General’s Award verliehen.
Im Jahr 2004 gründete David „Option Citoyenne“. Option Citoyenne war eine politische Bewegung, die sich auf Altermondialismus und Feminismus konzentrierte. Im Jahr 2004 verfasste sie das Buch/Manifest Bien commun recherché – une option citoyenne, das die politische Doktrin der Bewegung darlegte. Das Buch diskutiert soziale Gerechtigkeit, Ökologie und Wirtschaftsdemokratie.
David und „Option Citoyenne“ waren mit der politischen Partei Union der Progressiven Kräfte (frz. Union des Forces Progressistes) verbündet. 2006 fusionierte Option Citoyenne mit der Union der Progressiven Kräfte zur Québec Solidaire. David und Amir Khadir wurden die ersten Vorsitzenden von Québec Solidaire.
Bei der Provinzwahl 2007 kandidierte David im Wahlkreis Gouin. Sie erhielt 26 % der Stimmen und belegte damit den zweiten Platz hinter der Kandidatin der Parti Québécois. Bei der Provinzwahl 2008 war sie erneut Kandidatin der Partei in Gouin. Sie erhielt eine Verbesserung von 32 % der Stimmen, belegte aber immer noch den zweiten Platz. Der andere Vorsitzende der Partei, Amir Khadir, gewann den benachbarten Wahlkreis Mercier und verschaffte Québec Solidaire seinen ersten Sitz in der Nationalversammlung von Québec.
Bei der Provinzwahl 2012 wurde sie in Gouin im dritten Anlauf mit 46 % der Stimmen gewählt. David wurde 2014 mit verbesserten 50,98 % der Stimmen wiedergewählt. Bei dieser Wahl wählte die Partei ihren dritte Abgeordneten. Neben David und Khadir wurde Manon Massé im Wahlkreis Sainte-Marie–Saint-Jacques gewählt. Bei jeder Wahl, bei der sie die Partei anführte, wurde sie populärer. Bei der Provinzwahl 2008 erhielt die Partei 122.618 Stimmen (3,78 %) und einen Sitz. Im Jahr 2012 gab es 263.111 Stimmen (6,03 %) und zwei Sitze. Im Jahr 2014 schließlich 323.367 Stimmen (7,63 %) und drei Sitze.
Bei der Provinzwahl 2014 wurde auch ihre Schwester Hélène David als Vertreterin der Parti libéral du Québec in die Nationalversammlung gewählt. Auf die Frage, ob sie versucht habe, ihre Schwester für Québec Solidaire zu rekrutieren, antwortete Françoise David, dass sie „nicht aus derselben politischen Familie“ stammten. Im Gegensatz zu ihrer Schwester Hélène David ist sie gegen die Unabhängigkeit Québecs.
2016 schlug sie ein Gesetz zum Schutz älterer Mieter vor, das von der Nationalversammlung angenommen wurde.
2017 gab David aus gesundheitlichen Gründen ihren Rücktritt als Parteivorsitzende bekannt. Ihr Nachfolger wurde Manon Massé.

## Werke
- De colère et d'espoir, Écosociété, Montreal 2011, ISBN 978-2923165813.
- Bien commun recherché. Une option citoyenne, Écosociété, Montreal 2004, ISBN 978-2923165059.